# Ljetnikovac Šimić Morović u Igranama
Ljetnikovac Šimić Morović u Igranima, mjestu u općini Podgora, zaštićeno kulturno dobro.

## Opis dobra
Ljetnikovac Šimić Morović, izvorno Ivanišević, sagrađen je u južnom dijelu naselja Igrane, uz more. Glavnim pročeljem okrenut je jugu, sjeverno je veliki ograđeni vrt, a zapadno je sagrađeno manje kolonsko naselje s gospodarskim dvorištima i nizom stambenih prizemnica, u kojem su stanovali koloni koji su obrađivali posjede obitelji. Stambeno naselje, iako izvorno dio sklopa, zbog kasnijih preinaka nije uvršteno u obuhvat zaštićene cjeline. Neobarokni ljetnikovac sagrađen krajem XVIII. ili početkom XIX. stoljeća, nastao je preoblikovanjem ranije građevine iz kasnog XVII. stoljeća, gradi ga makarska obitelj Ivanišević, a kasnije ženidbenim vezama dolazi u posjed igranskih obitelji Šimić i Morović, po kojima danas nosi ime. Neostilska dvokatnica širokim je zabatom okrenuta k jugu. Zidana je priklesanim kamenom u mortu, a pročelja su ožbukana. U osi prizemlja izvorno je postojao ulazni portal, od kojeg se sačuvao samo profilirani nadvoj, dok su otvori prizemlja preoblikovani zbog imovinskih podjela građevine. Na prvom katu je balkon izgrađen na četiri dvostruke konzole, građen na plitkim svodovima, a podest je opremljen kamenim vijencem. Izvorna ograda od lijevanih vertikala s arabesknim profilacijama sačuvana je samo djelomičnoo, uglavnom je zamijenjena jednostavnom ogradom od vertikala izrađenih u kovanom željezu. Na prvom i drugom katu ljetnikovca otvori su raspoređeni u pet vertikalnih osi, prozori i vrata opremljeni su kamenim pragovima s profiliranim nadvojima. U osi drugog kata izveden je manji kameni balkon na konzolama profiliranim u obliku voluta. Katovi su razdijeljeni jednostavnim kamenim vijencima, a zabat je ukrašen neobaroknim volutama, u osi kojeg je postavljen zabatni prozor. Na istoku i zapadu izvedena je kamena gurla na konzolama. Na otvorima je sačuvana izvorna stolarija, dok su vanjski zatvori – grilje na kovanom okovu sačuvane samo djelomično. Sjeverno pročelje je zidano kamenom, a prozorski otvori su opremljeni kamenim pragovima bez dekoracije. U unutrašnjosti su sačuvane drvene međukatne konstrukcije, kao i drvena dvostrešna krovna konstrukcija s pokrovom od kupa kanalica. Izvorna dispozicija prostora nije sačuvana zbog vlasničkih podjela kuće.

## Zaštita
Pod oznakom Z-6188 zaveden je kao nepokretno kulturno dobro - pojedinačno, pravna statusa zaštićena kulturnog dobra, klasificirano kao "stambene građevine".